# Мечеть Явуз-Селим
Мечеть Явуз-Селим, также известная как Мечеть Селима I или Мечеть султана Селима Явуза (тур. Yavuz Selim Camii) — османская имперская мечеть, расположенная на вершине пятого холма Стамбула, в районе Чукурбостан, с видом на Золотой Рог. Её размер и расположение делают мечеть заметным ориентиром.

## История
Мечеть Явуз-Селим — вторая по древности сохранившаяся в Стамбуле имперская мечеть. Её строительство было заказано османским султаном Сулейманом Великолепным в память о его отце, Селиме I, умершем в 1520 году. Архитектором мечети был Алауддин (Аджем Алиси). Были попытки связать постройку мечети со знаменитым архитектором османской эпохи Мимаром Синаном, но документальных свидетельств подтверждающих это нет, а сама мечеть датирована более ранним временем. однако, одна из тюрбе в саду мечети — творение Синана.

## Архитектура

### Внешний вид
Мечеть была построена на террасе рядом с Цистерной Аспара, крупнейшим из трёх римских водохранилищ Константинополя. Большой двор (авлу) имеет портик с колоннами из различных видов мрамора и гранита. Мечеть украшена панно из цветной плитки, декорированной в технике cuerda seca. Они похожи на люнетные панно над окнами по обе стороны от камина в комнате для обрезания (Sünnet Odası) дворца Топкапы и почти наверняка были изготовлены той же группой иранских мастеров, работавших для османского двора. Мечеть имеет два минарета.

### Интерьер
Внутренний план мечети представляет собой простое квадратное помещение в 24,5 метров с каждой стороны, покрытое неглубоким куполом 32,5 метра в высоту. Как и в  случае с собором Святой Софии, купол намного меньше полного полушария. Окна украшены люнетными панно из плитки cuerda seca. К северу и югу от главного зала проходы вели к четырём куполообразным комнатам, предназначенных для использования в качестве приютов для странствующих дервишей.

## Гробницы
В саду за мечетью, с видом на Золотой Рог находится тюрбе султана СелимаI, строительство которого было завершено в 1523 году. Здание имеет восьмиугольную форму и крыльцо, украшенное панно из плитки уникального дизайна.
Во втором восьмиугольном тюрбе с длинной надписью на каменной кладке фасада находятся могилы четырёх детей Сулеймана Великолепного. Оно датируется 1556 годом и приписывается Мимару Синану. Третье тюрбе в саду — это тюрбе султана Абдул-Меджида I, построенное незадолго до его смерти в 1861 году.

## Галерея

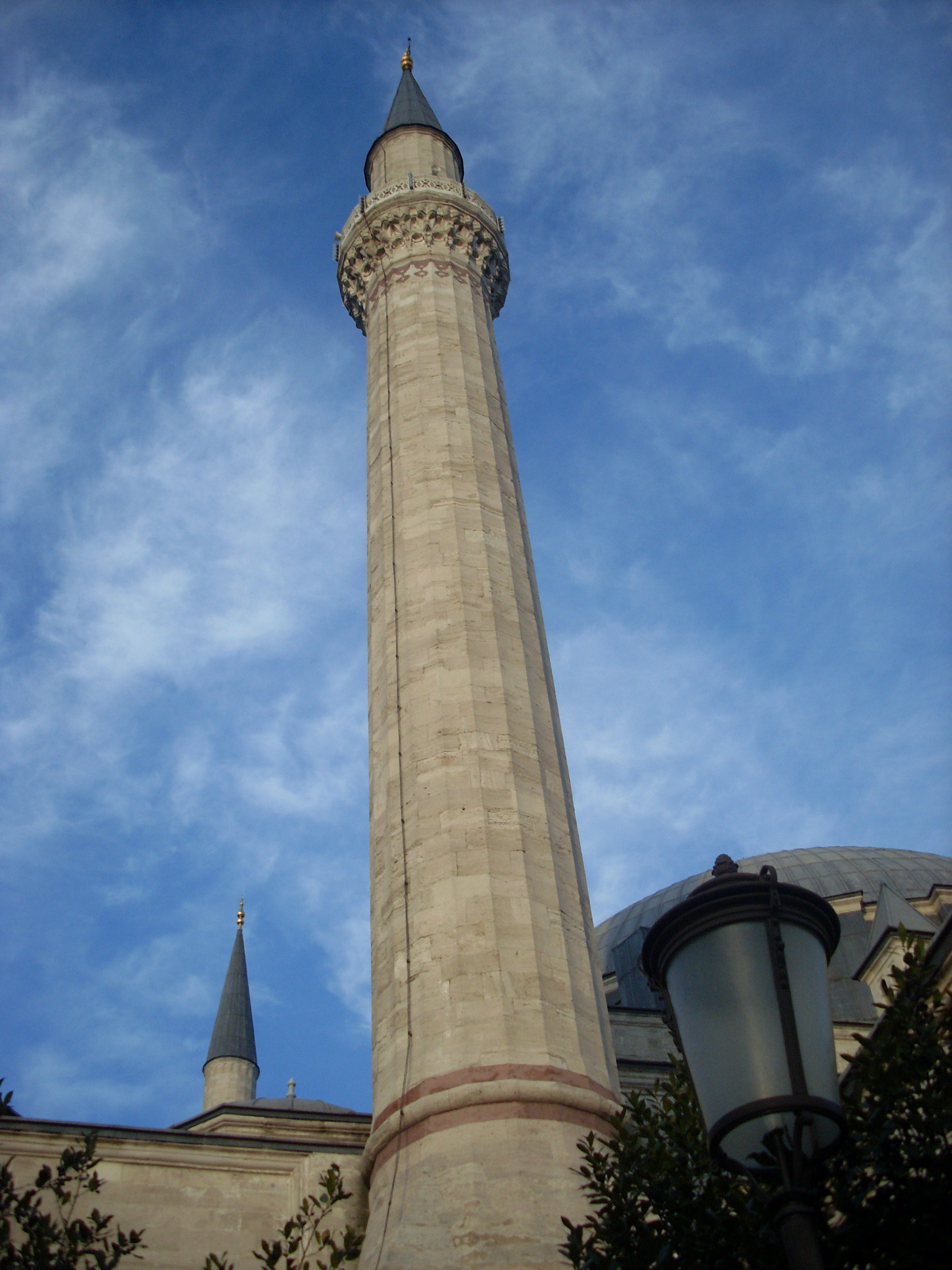
Один из двух минаретов
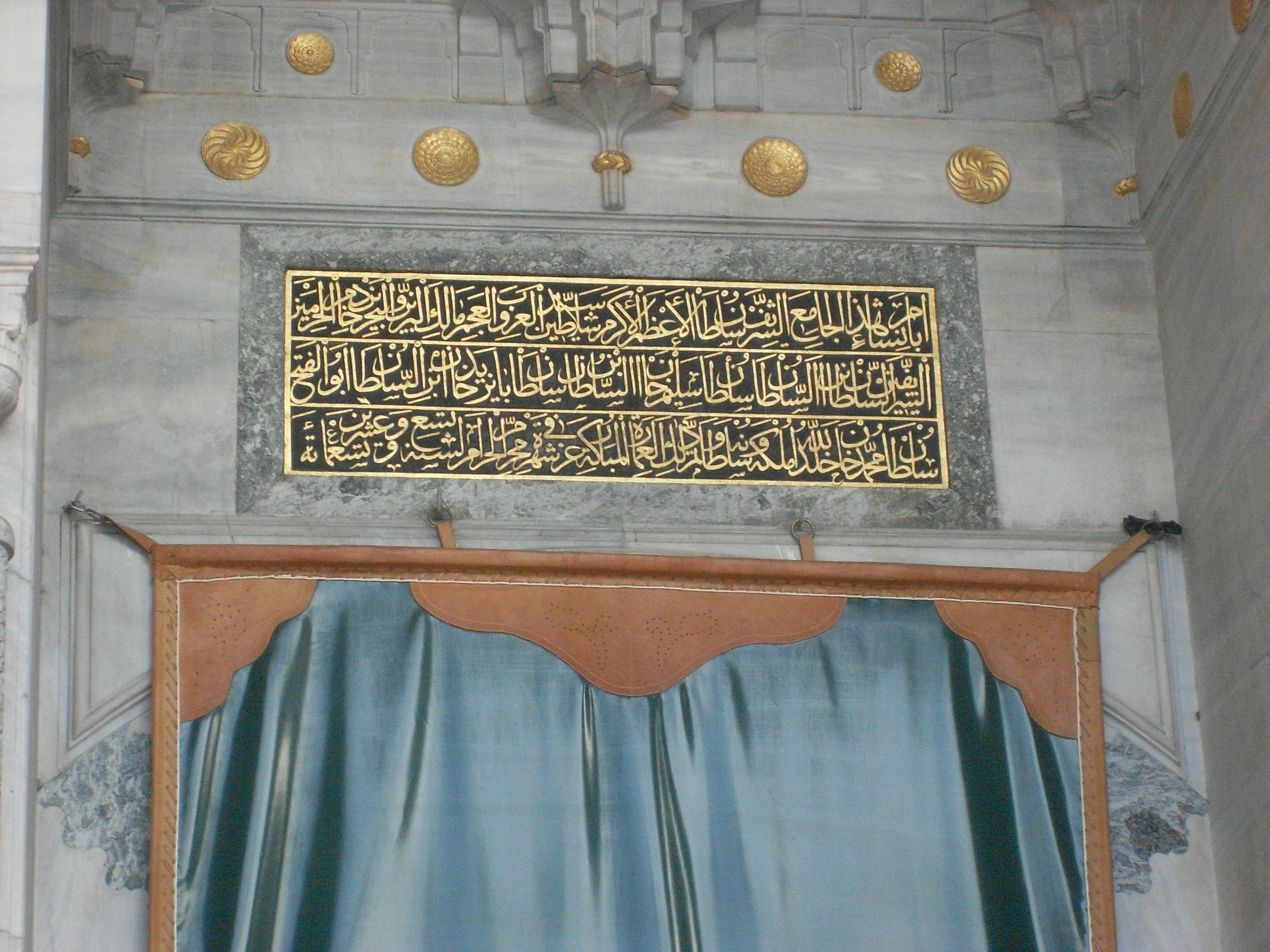
Надпись над входом
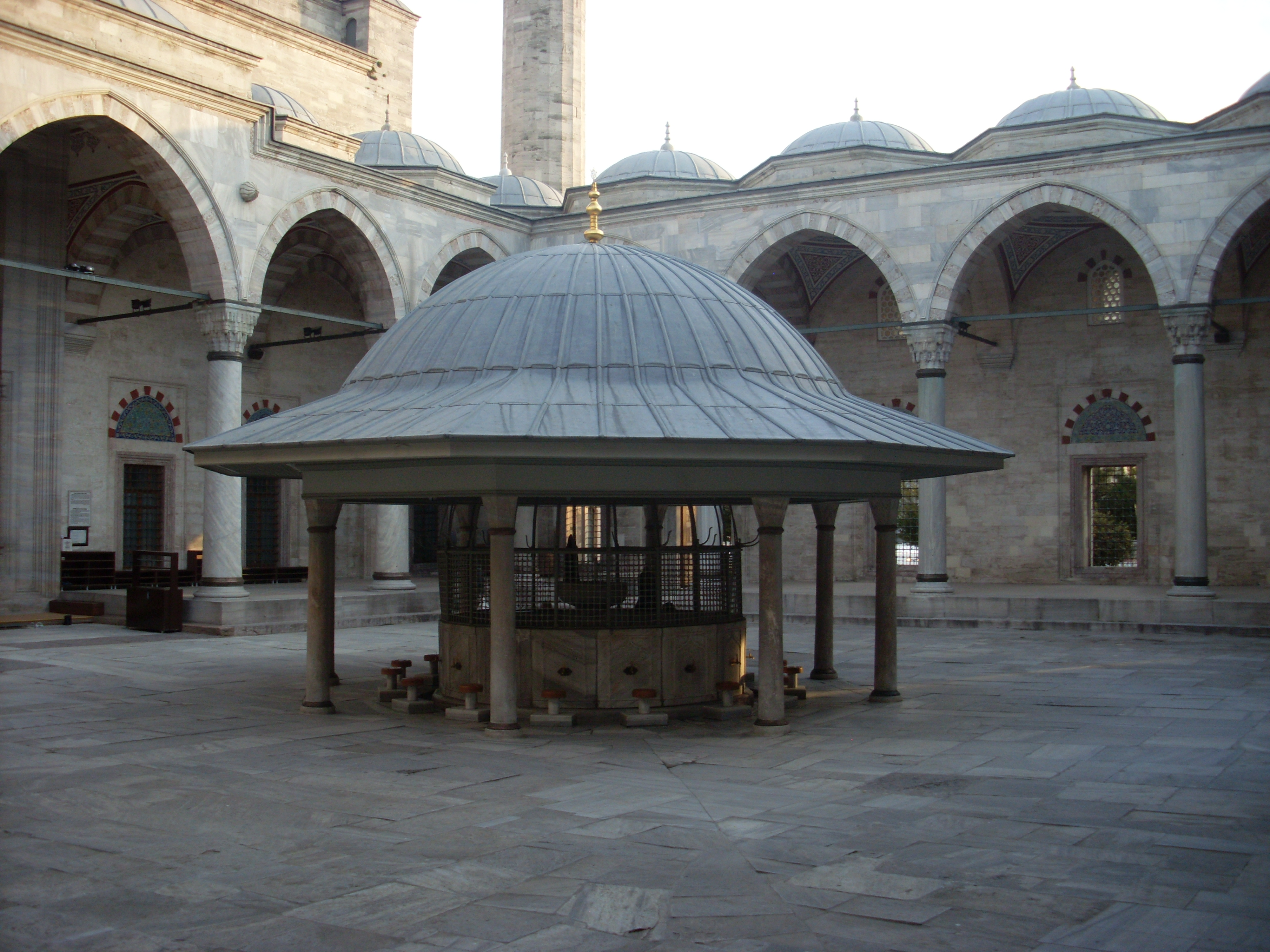
Внутренний фонтан для омовений
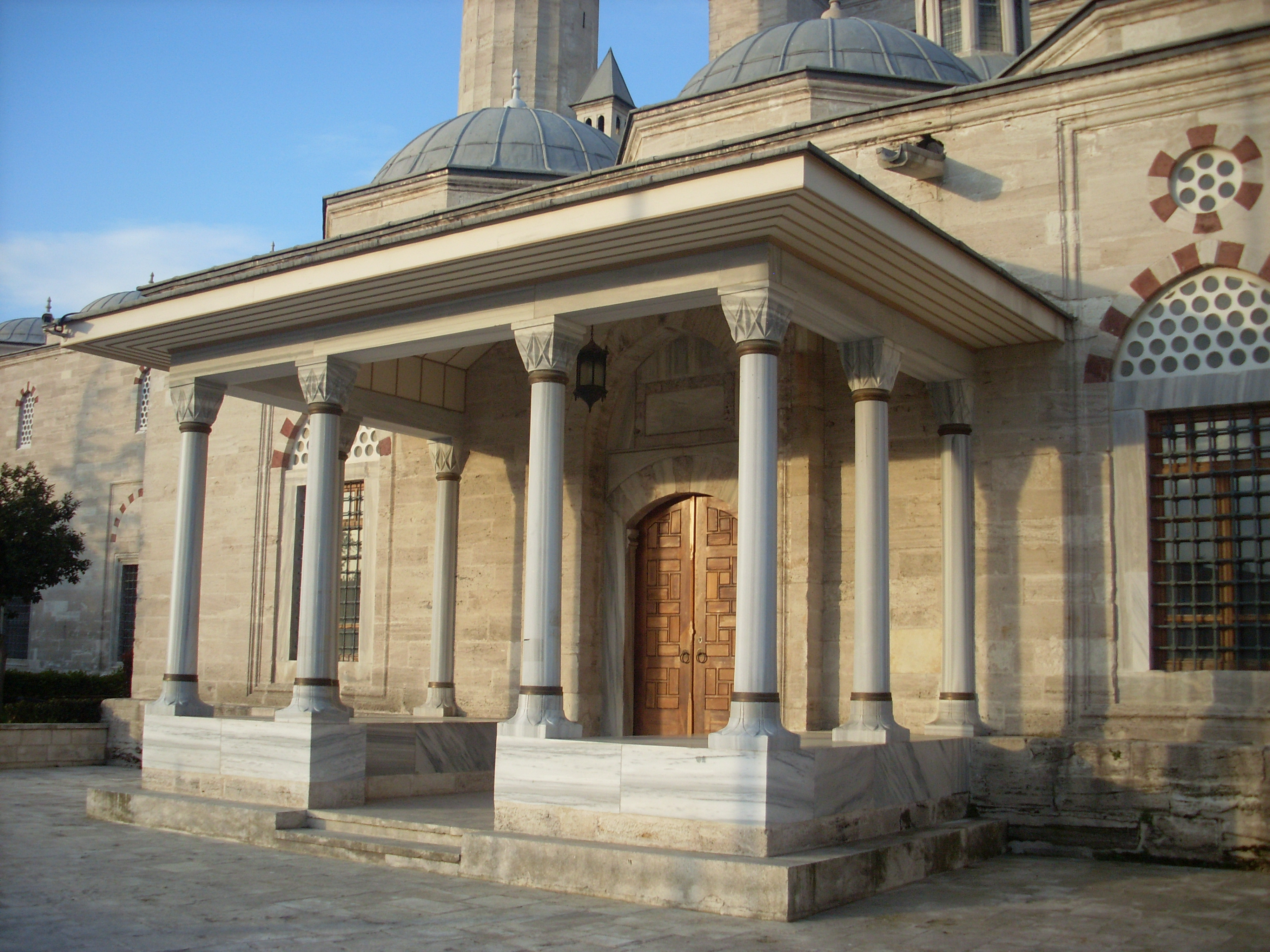
Боковой вход
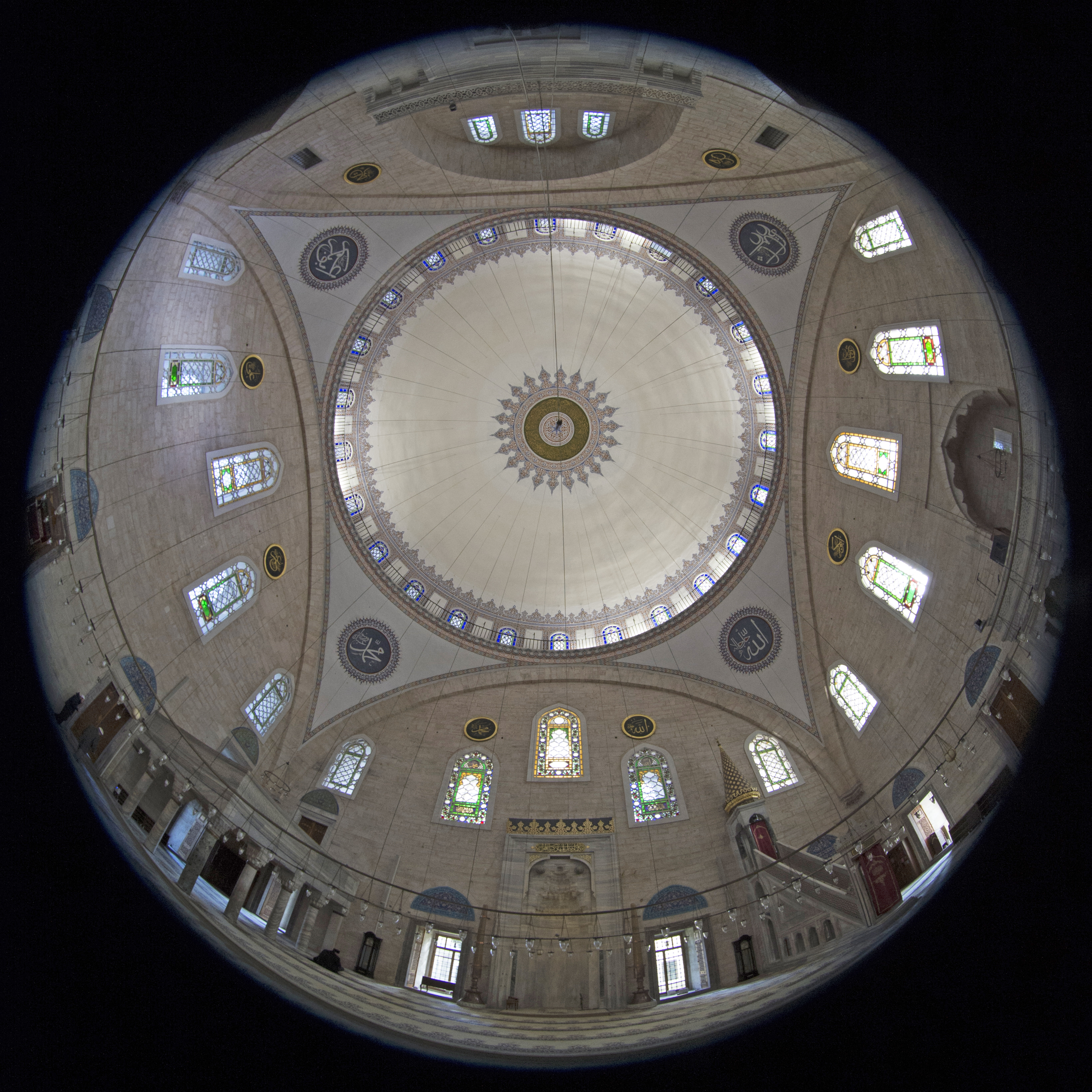
Купол мечети
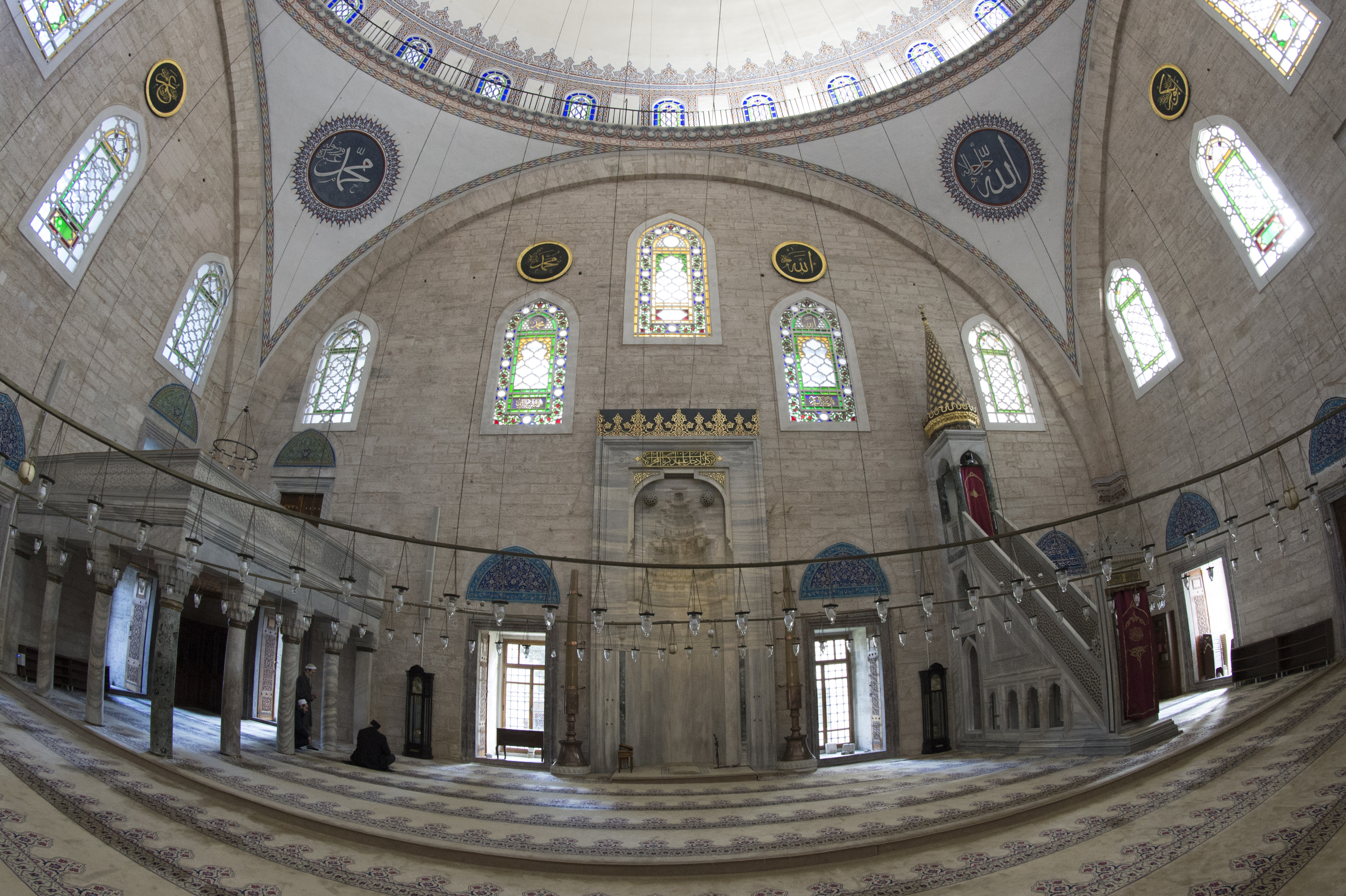
Интерьер мечети
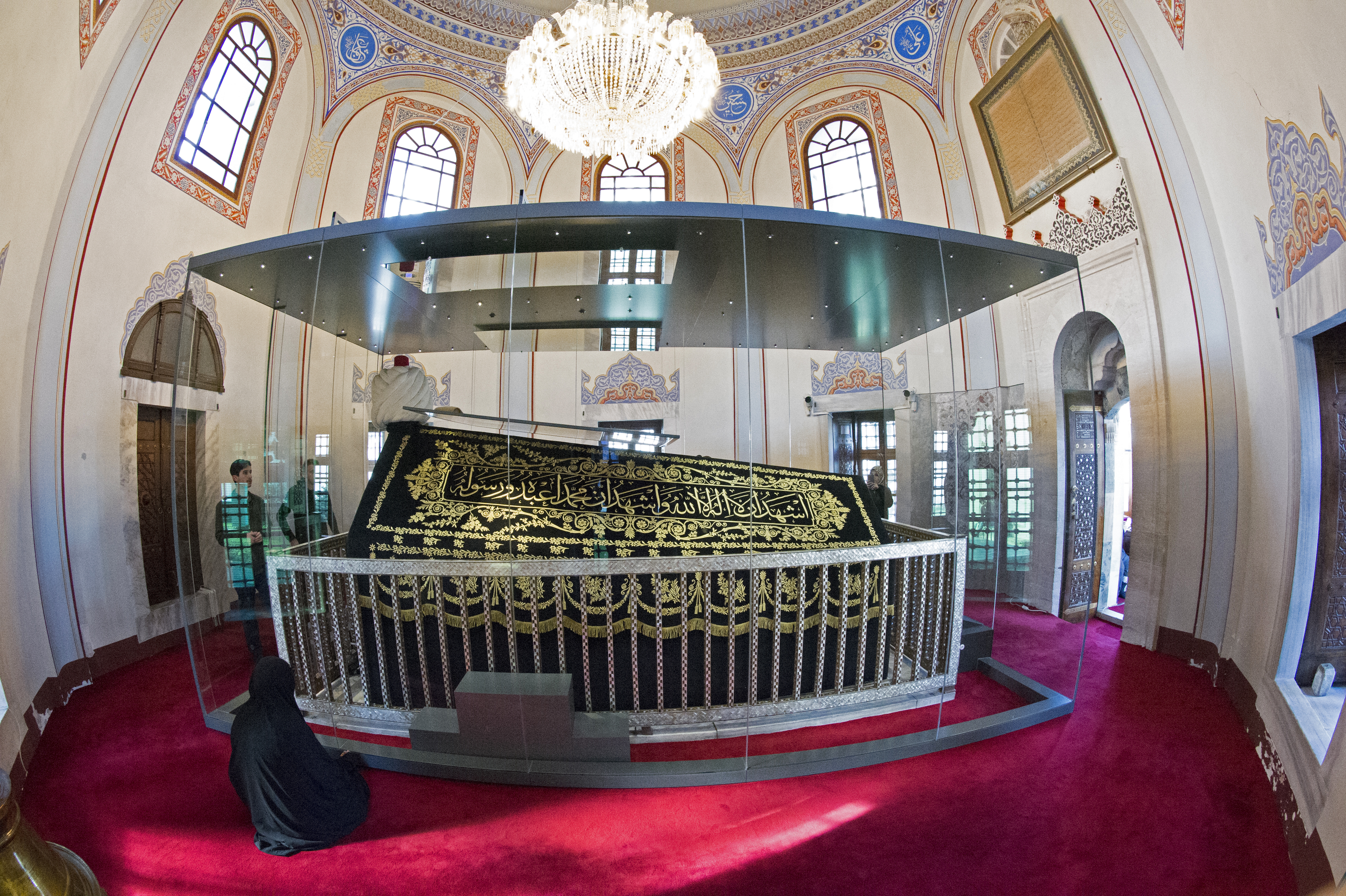
Мавозолей мечети
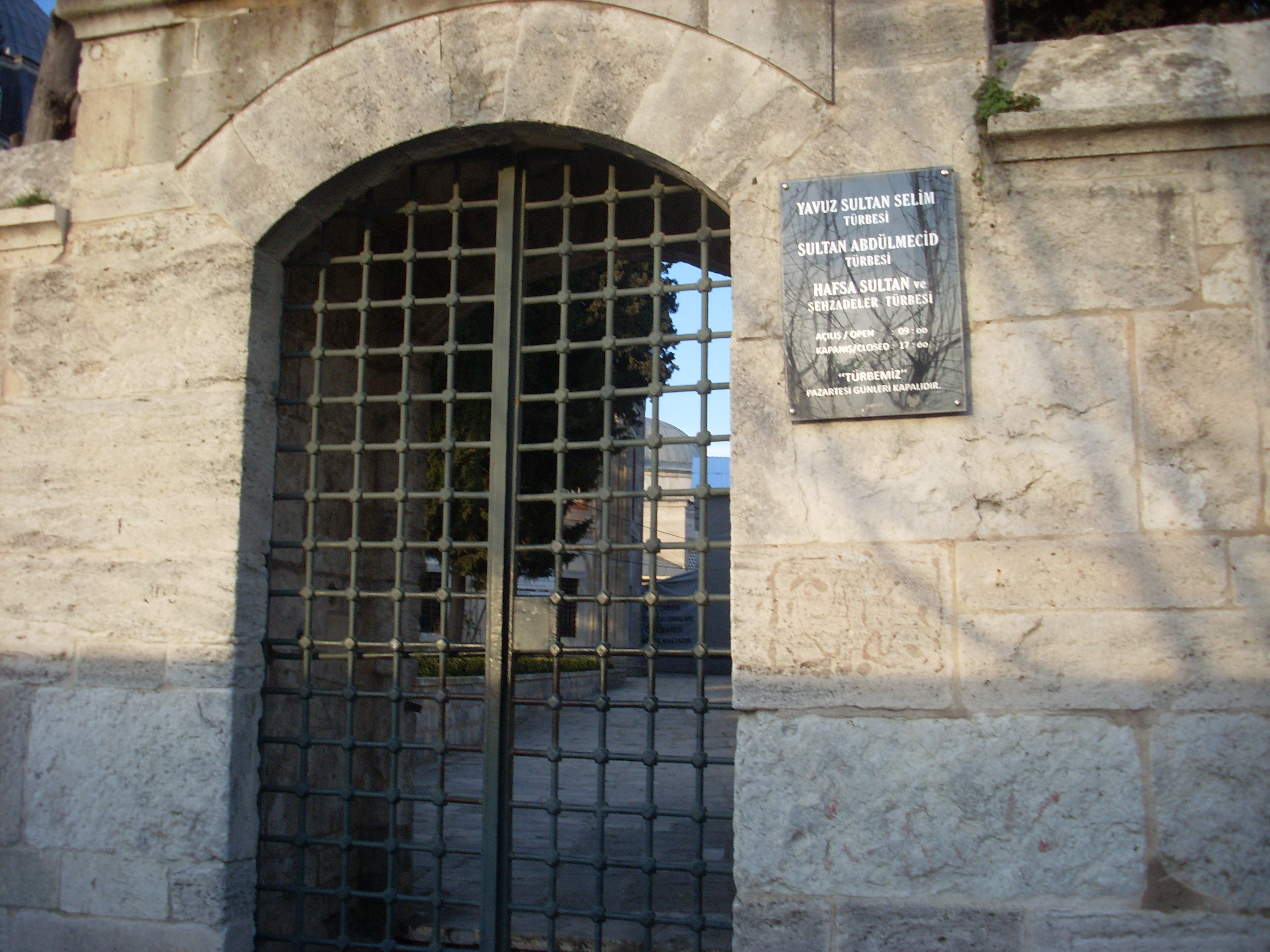
Вход в сад, где расположены тюрбе